# Inventaire suisse d'architecture

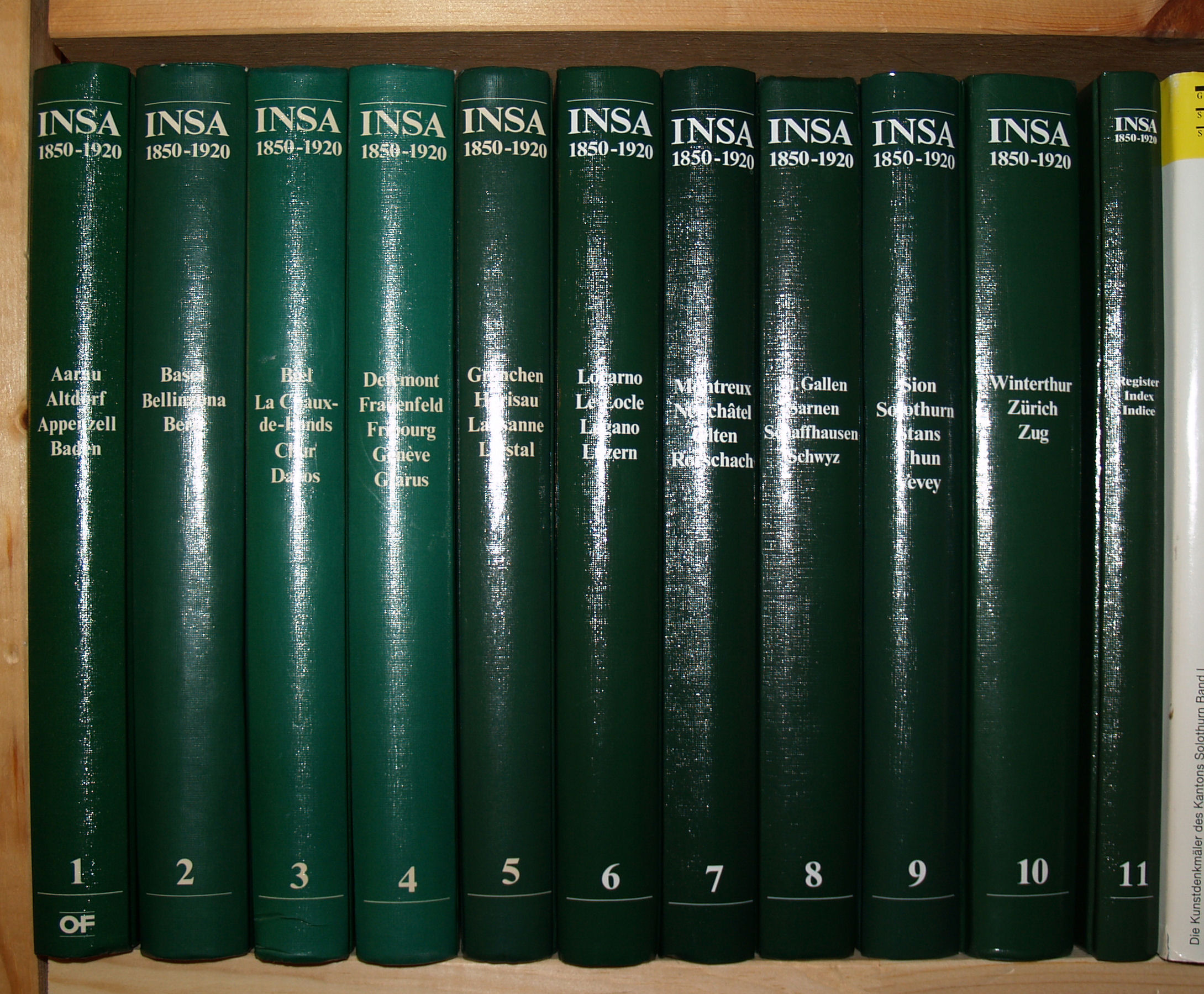
La collection complète (2004), volumes 1 à 11.

L'Inventaire suisse d’architecture 1850–1920 (allemand « Inventar der neueren Schweizer Architektur », italien « Inventario Svizzero di Architettura »), nommé INSA, est une série en onze volumes sur l'architecture et l'urbanisme de villes suisses entre 1850 et 1920.
La série est une publication de la Société d'histoire de l'art en Suisse (SHAS), éditée par Orell Füssli, parue entre 1982 et 2004. L'inventaire en dix volumes traite du développement de quarante villes suisses entre 1850 et 1920, soit les 26 chefs-lieux cantonaux et quelques villes importantes. Le volume numéro 11 est le registre des noms.
L'inventaire a duré trente ans. Il a été financé par le Fonds national suisse de la recherche scientifique.
En 2010, la série des onze volumes de l'inventaire INSA est numérisée et librement disponible sur internet dans le cadre du projet retro.seals.ch.

## Ouvrages
Les textes sont écrits dans la langue officielle respective de chacune des villes.
- Volume 1 (INSA-0001): (de) Aarau, Altdorf, Appenzell, Baden, Zurich, Orell Füssli, 1984, 512 p. (ISBN 3-280-01509-X)
- Volume 2 (INSA-0002): (de + it) Bâle, Bellinzone, Berne, Zurich, Orell Füssli, 1986, 544 p. (ISBN 3-280-01397-6)
- Volume 3 (INSA-0003): (de + fr) Bienne, Coire, La Chaux-de-Fonds, Davos, Zurich, Orell Füssli, 1982, 464 p. (ISBN 3-280-01397-6)
- Volume 4 (INSA-0004): (de + fr) (de) Delémont, Frauenfeld, Fribourg, Genève, Glarus, Zurich, Orell Füssli, 1982, 491 p. (ISBN 3-280-01398-4)
- Volume 5 (INSA-0005): (de + fr) Granges, Herisau, Lausanne, Liestal, Zurich, Orell Füssli, 1990, 480 p. (ISBN 3-280-01982-6)
- Volume 6 (INSA-0006): (de + fr + it) Locarno, Le Locle, Lugano, Lucerne, Zurich, Orell Füssli, 1991, 512 p. (ISBN 3-280-02058-1)
- Volume 7 (INSA-0007): (de + fr) Montreux, Neuchâtel, Olten, Rorschach, Zurich, Orell Füssli, 2000, 484 p. (ISBN 3-280-02320-3)
- Volume 8 (INSA-0008): Saint Gall, Sarnen, Schwyz, Schaffhouse, Zurich, Orell Füssli, 1996, 504 p. (ISBN 3-280-02410-2)
- Volume 9 (INSA-0009): (de + fr) Sion, Soleure, Stans, Thoune, Vevey, Zurich, Orell Füssli, 2003, 520 p. (ISBN 3-280-02410-2)
- Volume 10 (INSA-0010): (de) Winterthour, Zurich, Zoug, Zurich, Orell Füssli, 1992, 544 p. (ISBN 3-280-02180-4)
- Volume 11 (INSA-0011): (de + fr) Registre, Zurich, Orell Füssli, 2004, 319 p. (ISBN 3-280-05069-3)

## Publications particulières tirées de l'inventaire INSA
Extraits de l'inventaire INSA, certaines villes ont fait l'objet d'une publication individuelle. Chacun de ces ouvrages contient un index des personnes citées.
- INSA-0012: Olten, Zurich, Orell Füssli, 2000, 126 p. (ISBN 3-85962-122-X)
- INSA-0013: Winterthour, Zurich, Orell Füssli, 2001, 204 p. (ISBN 3-280-02818-3)
- INSA-0014: Zurich, Zurich, Orell Füssli, 2001, 296 p. (ISBN 3-280-02817-5)
- INSA-0015: Berne, Zurich, Orell Füssli, 2003, 224 p. (ISBN 3-280-05036-7)
- INSA-0016: Lucerne, Zurich, Orell Füssli, 2003, 184 p. (ISBN 3-280-05070-7)
- INSA-0017: Soleure, Zurich, Orell Füssli, 2003, 124 p. (ISBN 3-905470-18-7)
- INSA-0018: Saint Gall, Zurich, Orell Füssli, 2003, 192 p. (ISBN 3-9520597-2-2)
- INSA-0019: Zoug, Zurich, Orell Füssli, 2004, 112 p. (ISBN 3-280-05095-2)